# Noah Galvin
Noah Galvin, född 6 maj 1994 i Katonah, New York, är en amerikansk skådespelare.
Galvin har bland annat medverkat i TV-serien The Good Doctor (2020-2023). Han har även medverkat i filmerna Booksmart från 2019 och Theater Camp från 2023.

## Filmografi (i urval)
- 2019 – Booksmart
- 2020–2023 – The Good Doctor (TV-serie)
- 2023 – Theater Camp